# Liste der Monuments historiques in Vieux-Thann
Die Liste der Monuments historiques in Vieux-Thann führt die Monuments historiques in der französischen Gemeinde Vieux-Thann auf.

## Liste der Bauwerke
| Bezeichnung                                    | Beschreibung | Standort                             | Kennzeichnung | Schutzstatus   | Datum     | Bild           |
| ---------------------------------------------- | --- | ------------------------------------ | ------------- | -------------- | --------- | -------------- |
| Werkshalle der Spinnerei Duméril, Jaeglé & Cie | Stahlbetongebäude im System Hennebique, 1903                                                                     | 1 place Bernard Thierry Mieg (Lage)  | PA68000062    | Inscrit        | 2014      |                |
| Kirche St-Dominique                            | Fundament der Turms und Kapelle St-Michel um 1200, Schiff und Chor um 1500, Turm vom Anfang des 16. Jahrhunderts | 10 place Bernard Thierry Mieg (Lage) | PA00085727    | Classé Inscrit | 1904 1988 | weitere Bilder |

## Liste der Objekte
| Bezeichnung                                    | Beschreibung | Standort                          | Kennzeichnung | Schutzstatus | Datum | Bild |
| ---------------------------------------------- | --- | --------------------------------- | ------------- | ------------ | ----- | ---- |
| Gemälde Heiliger Dominikus                     | Ölfarbe auf Leinwand, 1836 (?)                                                                                      | in der Kirche St-Dominique (Lage) | PM68001187    | Inscrit      | 1985  |      |
| Herz-Jesu-Altar                                | rechter Seitenaltar; Altartisch, Retabel und drei Skulpturen; Holz und Stuck, farbig gefasst und vergoldet, um 1772 | in der Kirche St-Dominique (Lage) | PM68000376    | Classé       | 1984  |      |
| Opferstock                                     | Holz und Schmiedeeisen, 15. oder 16. Jahrhundert                                                                    | in der Kirche St-Dominique (Lage) | PM68000412    | Classé       | 1984  |      |
| Zwei Reliquiare                                | Holz, bemalt und vergoldet, Glas, vermutlich aus dem 18. Jahrhundert                                                | in der Kirche St-Dominique (Lage) | PM68001191    | Inscrit      | 1985  |      |
| Gemälde Heilige Walburga                       | Ölfarbe auf Leinwand, 18. Jahrhundert                                                                               | in der Kirche St-Dominique (Lage) | PM68000409    | Classé       | 1984  |      |
| Kirchenfenster Marienleben                     | Bleiglasfenster, 1466                                                                                               | in der Kirche St-Dominique (Lage) | PM68000379    | Classé       | 1980  |      |
| Skulptur Heiliger Dominikaner                  | Holz, 19. Jahrhundert                                                                                               | in der Kirche St-Dominique (Lage) | PM68000413    | Classé       | 1984  |      |
| Gemälde Schutzmantelmadonna der Geigerzunft    | Ölfarbe auf Leinwand, 1877; Kopie eines verlorenen Wandgemäldes                                                     | in der Kirche St-Dominique (Lage) | PM68001186    | Inscrit      | 1985  |      |
| Skulptur Madonna mit Kind                      | Holz, farbig gefasst, 1825                                                                                          | in der Kirche St-Dominique (Lage) | PM68001188    | Inscrit      | 1985  |      |
| Kelch und Patene                               | Silber, vergoldet, nach 1838                                                                                        | in der Kirche St-Dominique (Lage) | PM68001190    | Inscrit      | 1985  |      |
| Marienaltar                                    | linker Seitenaltar; Altartisch, Retabel und drei Skulpturen; Holz und Stuck, farbig gefasst und vergoldet, um 1771  | in der Kirche St-Dominique (Lage) | PM68000373    | Classé       | 1984  |      |
| Sakramentshaus                                 | Sandstein, 15. Jahrhundert                                                                                          | in der Kirche St-Dominique (Lage) | PM68000406    | Classé       | 1984  |      |
| Skulptur Madonna mit Kind                      | Sandstein, Anfang des 15. Jahrhunderts                                                                              | in der Kirche St-Dominique (Lage) | PM68000407    | Classé       | 1984  |      |
| Heiliges Grab                                  | Sandstein, um 1500                                                                                                  | in der Kirche St-Dominique (Lage) | PM68000411    | Classé       | 1979  |      |
| Zwei Engelsskulpturen                          | Holz, farbig gefasst und vergoldet, 18. Jahrhundert                                                                 | in der Kirche St-Dominique (Lage) | PM68000411    | Classé       | 1984  |      |
| Gemälde Gemeinschaft der Heiligen              | am linken Seitenaltar; Ölfarbe auf Leinwand, um 1771                                                                | in der Kirche St-Dominique (Lage) | PM68000375    | Classé       | 1984  |      |
| Gemälde Erzengel Michael und heiliger Nikolaus | am rechten Seitenaltar; Ölfarbe auf Leinwand, um 1772                                                               | in der Kirche St-Dominique (Lage) | PM68000378    | Classé       | 1984  |      |
| Gemälde Unterweisung Mariens                   | Ölfarbe auf Leinwand, um 1772                                                                                       | in der Kirche St-Dominique (Lage) | PM68000404    | Classé       | 1984  |      |
| Kanzel                                         | Holz und Stuck, farbig gefasst und vergoldet, um 1772                                                               | in der Kirche St-Dominique (Lage) | PM68000405    | Classé       | 1984  |      |
| Pietà Notre-Dame du Tilleul                    | Holz, farbig gefasst, um 1400                                                                                       | in der Kirche St-Dominique (Lage) | PM68000408    | Classé       | 1984  |      |
| Skulptur Heiliger Dominikus                    | Holz, erste Hälfte des 17. Jahrhunderts                                                                             | in der Kirche St-Dominique (Lage) | PM68000410    | Classé       | 1984  |      |
| Pietà                                          | am linken Seitenaltar; Holz, farbig gefasst, nach 1792                                                              | in der Kirche St-Dominique (Lage) | PM68001189    | Inscrit      | 1985  |      |